# Muay Chaiya
El Muay Chaiya (Muay: boxeo; Chaiya: distrito de la provincia de Suratthan) es un arte marcial tailandés. Se creó hace unos 200 años. Su fundador era un exlíder del ejército del reino de Rattanakosin y monje budista llamado Tan Poh Ma durante el gobierno del Rama V. Su nobre proviene de Chaiya en la Provincia de Surat Thani aunque no fue creado allí.
Es considerado uno de los estilos regionales del Muay Boran junto con el Muay Lopburi, el Muay Korat y el Muay Thasao.

## Historia
Luego de abandonar el ejército Tan Poh Mah o "Por Than Mar" ( พ่อท่านมา  en tailandés "el que llegó") se convirtió en monje budista. Se dice que Tan Poh es de origen chino.
Existe una anécdota legendaria de cómo Tan Poh Mah ayudó a atrapar a un elefante salvaje que destrozaba las granjas en Pum Riang en Chaiya. Los habitantes del pueblo construyeron un templo para conmemorar lo sucedido, el Wat Thung Chap Chang (el “Templo del elefante capturado en el campo”) del cual Tan Poh fue el abad.
Tan Poh Ma enseñó al gobernador de Chaiya y a los locales que estaban interesados en este arte marcial (antes reservado al ejército). El Muay Chaiya fue transmitido de generación a generación. Sin embargo, se solía limitar a pequeños grupos de personas ya que su entrenamiento requiere mucho tiempo y esfuerzo.
Después de alcanzar un pico, Muay Thai Chaiya tuvo que hacer frente a un descenso durante muchas décadas después que el uso del tradicional vendaje con cuerdas fuera prohibido en las competencias. El Muay Chaiya casi desaparece. El cine sobre este arte (con películas como Ong-Bak: El guerrero Muay Thai) ayudó a reavivarlo.

## Técnicas
- Datos: Q3327334